# Grupo Banistmo
Grupo Banistmo在1984年9月7日於巴拿馬開始營運的一間金融服務公司，當年資本為300萬美元，被滙豐收購前是中美洲內最大的。1999年在中美洲區內的哥倫比亞和巴哈馬展開了多次收購，集團持有及Banistmo，使她成為巴拿馬最大銀行。2006年11月被滙豐控股以17.7億美元收購，2007年2月滙豐再以1億9070萬美元全面收購Grupo Banistmo旗下的Inversiones Financieras Bancosal和薩爾瓦多銀行（Banco Salvadoreno）的餘下股權。
2005年續收購巴拿馬消費貸款企業Financomer，目前在巴擁有19家分行。巴拿馬第一地峽銀行為此間最大民營銀行，同時擁有當地最大保險公司 Compania Nacional del Seguros。該行至上（2005）年底資產總值為69億7,300萬美元，上年盈餘1億1,500萬美元。 
2007年Grupo Banistmo正式併入滙豐原本在巴拿馬的機構HSBC Bank Panama SA。
2012年1月24日將其在哥斯達黎加29家分行、薩爾瓦多57家和洪都拉斯50家，這些機構的總資產大約43億美元，貸款余額為25億美元出售給了哥倫比亞第三大銀行Banco Davivienda，交易價格為8.01億美元現金。
2012年5月11日，以4億美元現金將旗下哥倫比亞、秘魯、烏拉圭和巴拉圭業務出售給哥倫比亞Banco GNB Sudameris SA。上述出售的業務包括62家分支機構和資產﹐截至2011年12月末﹐這些業務的總價值為44億美元。
2013年2月20日滙豐控股與哥倫比亞最大銀行Bancolombia SA達成協議，向其出售巴拿馬業務，交易涉資21億美元（約163.8億港元）
根據未經審核的財務資料，截至2012年9月底止，滙控旗下的巴拿馬業務擁有76億美元資產、57億美元負債及58億美元存款。

## 外部連結
- Banistmo官方網站（页面存档备份，存于）